# جون روبرتسون (سياسي كندي)
جون روبرتسون (بالإنجليزية: John Robertson)‏ هو سياسي كندي، ولد في 1799 في بيرثشاير في المملكة المتحدة، وتوفي في 3 أغسطس 1876 في إسكس في المملكة المتحدة. انتخب mayor of Saint John ‏ (1836 – 1837) وانتخب عضو مجلس الشيوخ الكندي (1867 – 3 أغسطس 1876).